# TSN2
TSN2 es un canal canadiense especializado en deportes en inglés que actúa como señal secundaria del canal deportivo The Sports Network (TSN) y es propiedad de CTV Specialty Television Inc. Se lanzó en su forma actual el 29 de agosto de 2008.
Después de la expansión de TSN en agosto de 2014 de su servicio a una red deportiva regional , TSN2 sirvió principalmente como una salida secundaria para la programación nacional, pero agregó programación regional en 2017.

## Historia
La Comisión canadiense de radiodifusión y telecomunicaciones (CRTC) había aprobado un canal TSN2 separado en 2000, pero nunca se lanzó debido a la prohibición de la programación en vivo. La autoridad para este canal expiró en 2004 y nunca se volvió a solicitar, por lo que el TSN2 actual no está directamente conectado a la licencia de 2000.
TSN2 opera bajo la misma licencia CRTC para TSN en su conjunto, pero inicialmente operaba bajo la ficción legal de que era un canal de TSN en diferido para el oeste de Canadá. Esto significaba que la mayoría de la programación debió haber sido retrasada en cinta desde la alimentación principal de TSN, pero aún podría emitir una cantidad limitada de programación alternativa. Con la implementación a principios de 2010 de las nuevas condiciones de licencia de la CRTC que permiten múltiples alimentaciones sin límites en la programación adicional, ya no se observa el retraso de la cinta y el canal opera con un horario autónomo.

### Feed alternativo de TSN
TSN lanzó por primera vez lo que luego llamó su "alimentación alternativa" en 1997 como resultado de apagones regionales ocasionales para la programación de TSN en algunas áreas. En su iteración original, la alimentación alternativa solo podía transmitirse por cable analógico en áreas específicas, reemplazando el servicio nacional, aunque se ofrecía en paralelo con la alimentación principal de los proveedores de satélites nacionales. La programación alternativa podría representar un máximo del 10% del horario de TSN, un promedio de 2.4 horas al día.
En el otoño de 2006, la CRTC permitió a TSN emitir múltiples transmisiones a nivel nacional, con la transmisión alternativa solo disponible en plataformas digitales, como se había permitido anteriormente para las transmisiones regionales de Sportsnet. En esencia, esto significaba que para los suscriptores de cable digital y satélite, TSN ahora tenía dos canales en los que transmitir la programación. El uso de la transmisión alternativa por parte de la emisora cambió significativamente después de esta decisión, ya que la transmisión alternativa comenzó a transmitir una cantidad mucho mayor de eventos en vivo que podrían transmitirse a nivel nacional cuando la transmisión principal transmitía otro evento en curso.

### Lanzamiento de TSN2

El logotipo original de TSN2 se usó desde 2010 hasta el 25 de agosto de 2014. Antes de 2010, el rombo curvo de color rojo estaba ausente, más parecido al logotipo de ESPN 2.

El 6 de agosto de 2008, The Globe and Mail anunció que la fuente alternativa de TSN sería reemplazada por una nueva red conocida como TSN2. El nuevo canal prometía "programación de las grandes ligas" durante todo el día y tendría una amplia cobertura de automovilismo y el tenis. A diferencia del feed alternativo de TSN existente, que estaba disponible de forma gratuita, los proveedores de servicios (y potencialmente, a su vez, los consumidores) tendrían que pagar más para poder llevar TSN2, y el feed alternativo se suspendió en agosto de 2008. A diferencia del feed alternativo feed, TSN2 también estaría disponible en alta definición.
Inicialmente, TSN2 estaba restringido a actuar como un canal de horario diferido para TSN, y la mayoría de la programación no en vivo se transmitía con un retraso de tres horas desde TSN propiamente dicho, lo que permitía a los televidentes de TSN2 en la zona horaria del Pacífico ver muchos programas a la misma hora local. como espectadores de TSN en la zona horaria del este. Sin embargo, como había sido el caso con la transmisión alternativa, hasta un 10% del horario de TSN2 podría consistir en eventos deportivos en vivo alternativos que no pueden transmitirse en TSN debido a otros compromisos de programación.
El 8 de agosto de 2008, CTVglobemedia y ESPN Inc. (a través de su empresa conjunta CTV Specialty Television) obtuvieron la aprobación CRTC para un spin-off de TSN llamado TSN Extra , un canal que se enfoca en deportes universitarios más transmisiones simultáneas de las propiedades deportivas de TSN.
El nuevo canal se lanzó el 29 de agosto de 2008 a las 7 p. m. ET en definición estándar y alta, con cobertura en vivo del torneo de tenis US Open continuada desde TSN, seguida de una presentación repetida de un juego CFL del viernes por la noche transmitido anteriormente por TSN.
Desde el 1 de febrero de 2010, TSN ha estado sujeto a condiciones revisadas de licencia (desde que se formalizó como licencia de Categoría C ) que permiten a TSN2 operar de forma autónoma desde el canal principal de TSN como un múltiplex puro. TSN lanzó tres canales multiplex más: TSN3, TSN4 y TSN5, el 25 de agosto de 2014, que sirven principalmente como fuentes regionales de TSN.

## Programación
Tras su lanzamiento, TSN2 prometió que transmitiría más de 800 horas al año de eventos en vivo, y que también presentaría transmisiones repetidas de eventos en vivo que fueron transmitidos por TSN más temprano en la noche. Las transmisiones repetidas de la programación original de TSN (como SportsCentre) completarían el horario.
La programación alternativa de TSN2 generalmente consiste en juegos de la NBA con los Toronto Raptors y las carreras de la NASCAR Xfinity Series. Sin embargo, también ha incluido cobertura de tenis, boxeo, béisbol y lacrosse.
El 22 de octubre de 2008, TSN2 anunció que transmitiría 25 juegos de baloncesto de los Toronto Raptors durante la temporada de la NBA 2008-09. Sin embargo, debido a la falta de acuerdos de transporte en ese momento, estos juegos no estaban disponibles para los suscriptores de cable en el mercado local del equipo de Toronto y otras regiones atendidas por Rogers Cable.
El 20 de agosto de 2010, TSN2 anunció que había firmado un acuerdo de varios años con Canada Basketball para convertirse en la emisora canadiense exclusiva de varios torneos internacionales de baloncesto. Bajo los términos del acuerdo de dos años, fue TSN2 la emisora exclusiva del Campeonato Mundial de Baloncesto de 2010, Campeonato Mundial de Baloncesto Femenino de 2010, Campeonato FIBA Américas de 2011, y el Campeonato FIBA Américas Femenino de 2011. Para su edición de 2010 , TSN y TSN2 se convirtieron en las nuevas emisoras canadienses del torneo de hockey Spengler Cup . TSN2 transmitiría la mayoría de los juegos del torneo.
El 18 de febrero de 2013, TSN2 presentó transmisiones simultáneas de dos programas de TSN Radio, Mike Richards in the Morning y el nuevo TSN Drive con Dave Naylor.
A partir de la temporada 2017-18 , TSN2 transmite juegos regionales de Montreal Canadiens, que están sujetos a apagones fuera del mercado de medios designado por el equipo.

## Proveedores
Los proveedores que llevan TSN2 incluyen Access Communications, Bell Aliant, Bell Satellite TV, Cogeco, EastLink, Rogers Cable, SaskTel, Shaw Cable, Shaw Direct, Telus Optik TV, Vidéotron y varios sistemas de cable independientes.
Rogers Cable, que sirve a gran parte del área metropolitana de Toronto, en particular no llevó TSN2 desde su lanzamiento, lo que dejó a los televidentes sin la posibilidad de ver los juegos selectos de la NBA de los Toronto Raptors que TSN2 transmitió en el mercado local del equipo en la temporada posterior al lanzamiento. Después de meses de negociaciones, TSN2 finalmente se agregó a la alineación en mayo de 2009. El ímpetu aparente para el acuerdo fue una transmisión planificada de tres juegos clave a mediados de mayo entre los Toronto Blue Jays y Boston Red Sox (en que apuntan a los dos mejores equipos de la División Este de la Liga Americana) en TSN2; los Blue Jays son propiedad de Rogers Communications, al igual que Rogers Cable.

## Situación regulatoria
The Globe and Mail informó el 15 de septiembre de 2008, que la Canadian Broadcasting Corporation (que tiene una licencia para CBC SportsPlus, un canal deportivo que se centra en los atletas canadienses con un interés particular en los deportes de aficionados) y Score Media (propietarios de The Score , cuyo La capacidad de transmitir programación en vivo está restringida debido a que tiene licencia como servicio de noticias deportivas similar a ESPNews) presentó una queja ante la CRTC acusando a TSN2 de explotar las reglas que permiten las transmisiones en diferido para la costa oeste, sujeto a requisitos reglamentarios que restringen la cantidad de programación alternativa que se puede mostrar en transmisiones alternativas. John Levy de Score Media afirmó que a TSN2 no se le debería permitir vender publicidad nueva en la red basándose en su interpretación de las reglas. Sin embargo, estas quejas fueron desestimadas por la CRTC.
Poco después del lanzamiento de TSN2, la CRTC anunció una propuesta para eliminar las protecciones de exclusividad de género para los canales de "deportes convencionales" y "noticias nacionales" en un futuro próximo. Como subproducto de la decisión, a TSN se le permitiría usar condiciones de licencia simplificadas que establecen que el servicio puede ofrecer "múltiples fuentes", sin ninguna restricción en la programación alternativa. A TSN se le permitió oficialmente utilizar estas condiciones simplificadas de licencia el 1 de febrero de 2010.